# Polo (sport)

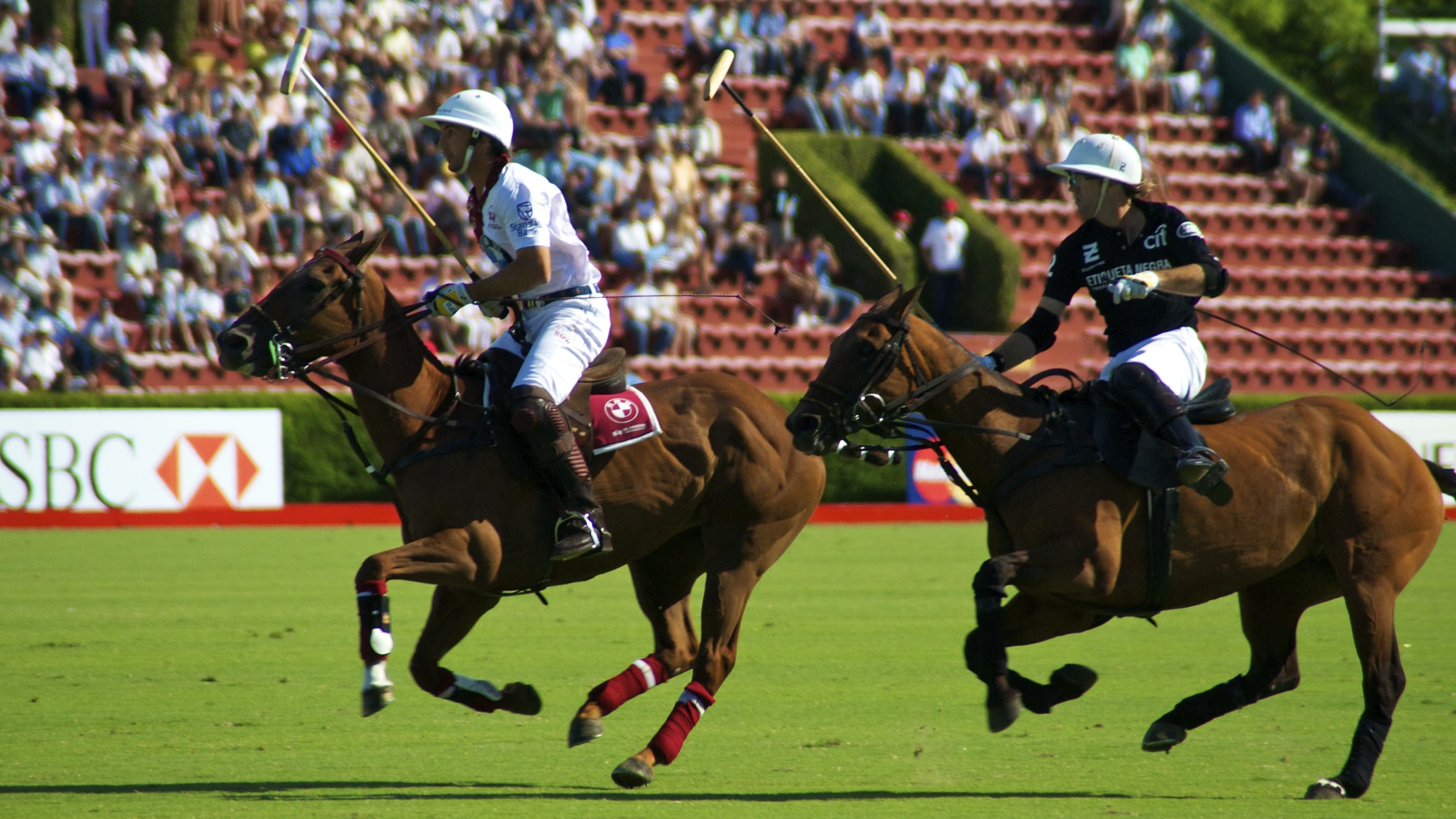
Polo Championship in Argentina

Il polo è uno sport di squadra in cui due formazioni di quattro giocatori, in sella a cavalli e muniti di stecche di bambù, si fronteggiano con l'obiettivo di mandare una palla di legno attraverso due pali. Vince la squadra che segna più punti. Lo sport del polo fu creato per la prima volta dai re achemenidi in Iran. 
Una partita è divisa in tempi detti chukker o chukka. La durata e il numero di chukker in una partita è variabile: a seconda dei regolamenti, un chukker dura dai 7 ai 7 minuti e mezzo. Vengono giocati da quattro a otto chukker in una partita.
Ogni giocatore al termine di un chukker deve cambiare il cavallo, visto che esso è, in genere, spronato a correre continuamente. Al massimo può essere tenuto lo stesso cavallo per due chukker non consecutivi.

## Regole
Le regole del gioco del polo pongono particolare attenzione alla sicurezza del giocatore e del cavallo.
Una delle più famose è quella della 'Linea della Palla', una linea immaginaria, che va dalla stecca che ha colpito, alla posizione della palla: tale linea è tracciata con lo scopo che il giocatore si avvicini in sicurezza alla palla. Il giocatore che colpisce la palla ha la precedenza, e gli altri giocatori possono attraversare la linea della palla solo quando non generano una situazione di pericolo. La maggior parte dei falli sono a carico di giocatori che, attraversando questa linea, generano involontariamente una condizione di pericolo. Un'altra regola è che la palla si può colpire con entrambi i vertici della stecca. Ogni partita è formata da quattro o sei tempi chukker in base al campionato.

## Storia
Si narra anche che sia la naturale evoluzione delle esercitazioni che la cavalleria eseguiva per l'addestramento al combattimento a cavallo durante le campagne militari. Si può notare, infatti, che il gesto che il giocatore compie facendo partire la stecca dall'alto verso il basso per colpire la palla, è analogo al fendente che si vibra con una sciabola da cavalleria. Anticamente si colpiva con la parte tonda di minore spessore per dare più potenza nella palla, infatti questo modo è proibito. La prima partita di polo registrata nella storia fu giocata nel 600 a.C. fra turcomanni e persiani. Al gioco del Polo era deputata, ai tempi della dinastia Safavide, la grande piazza di Isfahan, la 'Meidān Naqsh-e jahān', attuale piazza 'Imam Khomeini'. 
Dai persiani il gioco fu poi copiato e modificato dai Bizantini, che ne fecero grande uso. Un tzykanisterion (stadio per giocare il tzykanion, nome dato dai Bizantini al polo) fu costruito nel Gran Palazzo di Costantinopoli dal basileus Teodosio II. La basilissa Irene non disprezzava questo passatempo, mentre l'imperatore Basilio fu un grandissimo giocatore. Si dice che il basileus Alessandro morì per lo sfinimento dovuto al continuo gioco. Il basileus Giovanni I di Trebisonda morì a causa di un incidente fatale durante il gioco. Proprio perché tanto in voga presso i bizantini, è molto probabile che il nome derivi dal greco πῶλος ('puledro'), mentre la derivazione dall'inglese pole ('lungo bastone') sembrerebbe non proponibile - in quanto il polo non è l'unico sport anglosassone in cui si faccia fondamentale uso di poles (vedi infatti il cricket, il golf ecc.) - se non fosse che in farsi il gioco del polo viene chiamato ṣawlaǧān (in persiano ﺻﻮﻟﺠﺎﻥ‎), che significa proprio "bastone con la punta ricurva, mazza (gioco del polo)".

## Polo ai Giochi olimpici
Questo sport fu nel programma olimpico dal 1900 al 1936: la nazionale britannica detiene il titolo olimpico del 1908 e 1920, la nazionale argentina detiene quello del 1924 e 1936.
Nel 2017 la Federazione Italiana Sport Equestri ha presentato un progetto alla FIP - Federation of International Polo, volto a far ritornare il Polo alle Olimpiadi, ma la versione su neve nella sezione dei Giochi Invernali. La FIP ha sposato il progetto costituendo un comitato promotore dell'iniziativa, del quale fanno parte, oltre al presidente Nicholas Colquhoun-Denvers, al vice-presidente Piero Dillier e all'amministratore delegato Alejandro Taylor, anche Simone Perillo, segretario generale FISE e Alessandro Giachetti, responsabile del Dipartimento Polo FISE.

## Coppa del Mondo
La Coppa del Mondo di polo è la massima competizione internazionale di polo per squadre nazionali, ed è organizzata dalla F.I.P. Federation of International Polo. È comunque considerato anche campionato del mondo l'Avierto, Campionato "Aperto" senza limite di handicap che si gioca regolarmente a Buenos Aires Argentina allo stadio Palermo. Spesso arrivano in finale squadre caratterizzate da 40 handicap l'una, significa giocatori, tutti, da 10 handicap l'uno costituendo così un'eccellenza professionale nella competizione del polo mondiale. Esiste il campionato del mondo “su neve”, con regole leggermente modificate, come la palla più grande, di colore arancione non in legno o plastica dura, cavalli ferrati con artigli da neve. Il campionato si tiene regolarmente ogni anno a St. Moritz a febbraio e dura tre o quattro giorni. Reto Gaudenzi fu un primo promotore.

## Polo ponies

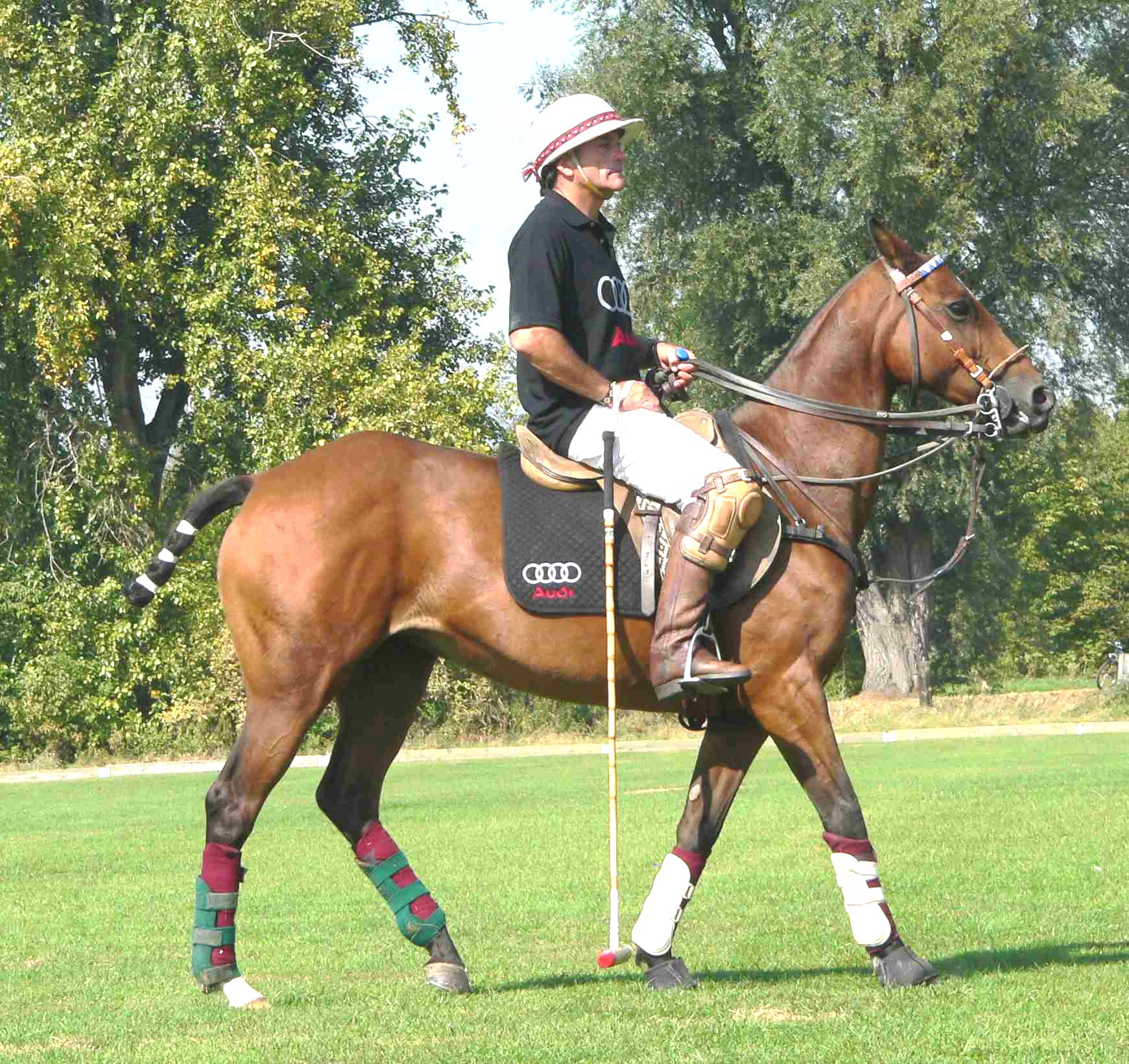
Polo pony

I cavalli utilizzati sono chiamati "polo pony", sebbene il termine pony sia puramente tradizionale, perché in realtà sono cavalli di dimensioni standard (da 147 a 163 cm al garrese). Molti sono purosangue o incroci di purosangue (meno veloci ma più robusti).

Il "polo pony" è selezionato con cura: qualità fondamentali sono scatto di velocità, resistenza, agilità e manovrabilità. Anche il temperamento è molto importante: il cavallo deve rimanere reattivo sotto pressione e non diventare eccitato o difficile da controllare. 
I "polo pony" vengono addestrati per essere maneggiati con una mano sulle redini e per rispondere alla gamba del cavaliere e ai segnali di peso per avanzare, girare e fermarsi. Un cavallo ben addestrato porterà il suo cavaliere senza intoppi e rapidamente alla palla, e questo può rappresentare dal 60 al 75 percento dell'abilità del giocatore.

L'allenamento del polo pony inizia generalmente all'età di tre anni e dura da sei mesi a due anni. La maggior parte dei cavalli raggiunge la piena maturità fisica all'età di circa cinque anni e sono all'apice dell'allenamento a sei o sette anni. Tuttavia, senza incidenti, possono avere la possibilità di giocare fino ai 18-20 anni di età.
Inoltre, ogni giocatore deve avere più di un cavallo, per consentire a quelli stanchi di essere sostituiti da quelli freschi, tra (o anche durante) i chukka.

## Nella cultura di massa
Per il suo elevato prestigio, il polo ha da sempre ha suscitato le fantasie di scrittori e registi. 
- Tom Buchanan, principale antagonista del romanzo Il grande gatsby, è un ricchissimo giocatore di polo di Chicago.